# 岩国市立岩国中学校
岩国市立岩国中学校（いわくにしりつ いわくにちゅうがっこう）は、山口県岩国市錦見二丁目にある市立中学校。

## 沿革
- 1947年 - 新学制により岩国市立横山中学校、岩国市立錦見中学校として発足。
- 1948年 - 横山、錦見中学校を合併、岩国市立岩国中学校に改称。
- 1962年 - 生徒数がピークとなり、1,300人を超す。
- 1981年 - 新設された岩国市立平田中学校と分離する。
- 1999年 - 岩国市立柱野中学校と統合。
- 2004年 - 岩国市立藤河中学校と統合。

## 進学前小学校
岩国市立小学校及び中学校の通学区域に関する規則より
- 岩国市立岩国小学校
- 岩国市立藤河小学校
- 岩国市立柱野小学校
- （岩国市立御庄中学校が休校している間）岩国市立御庄小学校